# Agne
Agne je staroseverské mužské jméno. Ve Švédsku se jméno začalo opět používat v 19. století. Zde je obvyklé především ve věkové kategorii mezi 50 a 70 lety, mladší nositelé jména se vyskytují zřídka.
Jmeniny slaví ve švédském kalendáři 13. února.

## Nositelé jména
- Agne Hamrin – švédský spisovatel a novinář
- Agne Holmström – švédský atlet
- Agne Simonsson – švédský fotbalista a trenér
- Agne Skjalfarbonde – postava ze severských mýtů, král